# Ľudovít Ódor
Ľudovít Ódor (hongarès: Ódor Lajos)  (Komárno, 2 de juliol de 1976) és un banquer, polític i economista eslovac, primer ministre de l'Eslovàquia interí des del 15 de maig de 2023. A més, és el vicepresident del Banc Nacional d'Eslovàquia.
És el primer cap de govern de l'Estat de la minoria hongaresa i també el primer d'un gabinet format per experts i tecnòcrates en la història d'Eslovàquia i va ser un dels introductors de l'euro al país.
Graduat en Matemàtiques i Gestió Empresarial a la Universitat Comenius de Bratislava, ha treballat com a analista al banc txecoslovac Československá obchodní banka i al Ministeri de Finances d'Eslovàquia, entre d'altres.